# Anorthodes indigena
Anorthodes indigena là một loài bướm đêm trong họ Noctuidae.